# 黃憲 (天順進士)
黃憲（1428年—？），字景章，直隸安慶府桐城縣人，明朝政治人物。進士出身。

## 生平
應天府鄉試第三十一名。天順元年（1457年）丁丑科會試第二百五十九名，殿試登進士第二甲第二十九名。成化三年（1467年）由刑部員外郎陞任山西太原府知府。

## 家族
曾祖父黃甫傑。祖父黃信立。父亲黃子清。